# Партнер диявола
Партнер диявола (англ. The Devil's Partner) — американська драма режисера Керіла С. Флемінга 1923 року.

## У ролях
- Норма Ширер — Джейнні
- Чарльз Делані — П'єр
- Генрі Седлі — Генрі, батько Джейнні
- Едвард Роузман — Жюль Пайєтт
- Стенлі Валпоул